# Брестката крепост (книга)
„Брестска крепост“ е историко-документална история от Сергей Смирнов, написана през 1957 г.
Творбата възстановява епизод от Великата отечествена война – защитата на Брестската крепост, и разказва за подвига на хора, които, оказали се откъснати от външния свят, продължили героичната си съпротива срещу врага.
През 1965 г. Сергей Сергеевич става лауреат на Ленинската награда за литература за книгата си „Брестска крепост“. Въз основа на подготвените от него материали за награди около 70 защитници на Брестската крепост са удостоени с държавни награди.

## История на книгата
По време на войната информацията за героизма на защитниците на Брестската крепост е ограничена, тъй като е имало малко оцелели и много от тях са били пленени от германците. Въпреки това има легенди за героичната защита на крепостта, където смели войници се съпротивляват на врага в продължение на няколко седмици, месец. Всички те умират. По същото време се появяват и първите вестникарски статии за отбраната на Брест, въпреки че истинските имена на участниците не са посочени.
Истината за събитията става известна едва много години по-късно, след публикуването на документалния разказ на Сергей Смирнов „Брестска крепост“ през 1957 г. Използвайки множество записи, разкази, писма и придобити документи на врага, Смирнов реконструира събитията от отбраната на крепостта и става първият защитник на героите на своята книга, стремейки се да възстанови доброто им име и да ги реабилитира напълно.
Смирнов спасява много защитници на крепостта от лагерите, където са изпратени по несправедливи обвинения, пише писма до партийни и държавни служители, отива при властите и се застъпва за невинно осъдените, помагайки им да започнат нов живот в гражданското общество.
Историята е базирана на документални материали и е резултат от дългогодишна всеотдайна работа на автора, който пресъздава един от най-драматичните епизоди на Великата отечествена война. Събирайки информация малко по малко за легендарните защитници на Брестската крепост, писателят прави много, за да възстанови честта и доброто име на героите, пленени от германците по време на войната и по-късно осъдени за това в родината си. Техните свидетелства и спомени, изпълнени с трагедия и истинска смелост, съставят безпристрастния разказ.

## Екранна адаптация
През 1956 г. излиза пълнометражен филм по сценарий на Константин Симонов „Безсмъртният гарнизон“ (почетен диплом на Международния филмов фестивал във Венеция). Филмът е посветен на отбраната на Брестската крепост в началото на войната. Тъй като към момента на заснемане на филма не са били установени всички имена на героите от Брестската крепост, героите във филма са представени под измислени имена, но подробностите за техните подвизи отразяват реални събития. Във филма участват Василий Макаров, Владимир Емелянов, Николай Крючков, Анатолий Чемодуров, Валентина Серова и други актьори.
През 2010 г. режисьорът Александър Кот заснема военната драма „Брестската крепост“ в студиото „Беларусфилм“. Филмът е наличен в две версии: кино премиера през 2010 г. и четирисерийна телевизионна поредица „Крепостта“, която се излъчва по телевизията през 2011 г. Продуцент и автор на идеята е Игор Уголников. Историята е разказана от гледна точка на герой, който по чудо оцелява в ужасна битка. Той разказва на внука си за ужасите от първите дни на войната – за обстрела, загубата на близки и чувството за безпомощност пред жестокостта на врага. Главните роли се изпълняват от Алексей Копашов, Андрей Мерзликин, Александър Коршунов, Павел Деревянко и други.

## На български
- Смирнов, Сергей. Брестката крепост.   Софоя, Народна младеж, 1967. с. 456.